# Buch-Geiseldorf
Buch-Geiseldorf war bis 31. Dezember 2012 eine eigenständige politische Gemeinde im Gerichtsbezirk und Bezirk Hartberg in der Steiermark (Österreich). Buch-Geiseldorf fusionierte per 2013 mit der Gemeinde Sankt Magdalena am Lemberg. Der Name der neuen Gemeinde ist Buch-St. Magdalena.

## Geographie

### Geographische Lage
Buch-Geiseldorf lag im oststeirischen Hügelland ca. 7 km südlich der Bezirkshauptstadt Hartberg und ca. 45 km nordöstlich der Landeshauptstadt Graz.
Das ehemalige Gemeindegebiet wird von Norden nach Süden von der Hartberger Safen durchflossen. Im Westen wurde die ehemalige Gemeinde durch den Dombach begrenzt, der kurze Zeit später in die Hartberger Safen mündet.

### Ehemalige Gemeindegliederung
Die Gemeinde Buch-Geiseldorf bestand zuletzt (Einwohner Stand: 15. Mai 2001) aus den vier Ortschaften und Katastralgemeinden Geiseldorf (185 Einwohner), Oberbuch (145), Unterbuch (546, Hauptort der Gemeinde) und Unterdombach (134).
Unterdombach war erst 1969 von der Gemeinde Wenireith hinzugekommen.

### Ehemalige Nachbargemeinden
| Hartberg Umgebung | Hartberg                                    |                            |
| Kaindorf          | Kompassrose, die auf Nachbargemeinden zeigt | Sankt Magdalena am Lemberg |
| Ebersdorf         |                                             | Sebersdorf                 |

## Postleitzahl 8274 Buch
Die Postleitzahl 8274 gilt heute (Stand August 2018) für die Ortschaften Geiseldorf, Hopfau, Längenbach, Lemberg, Mitterndorf, Oberbuch, Unterbuch, Unterdombach und Weinberg (Bestimmungsort für alle: Buch-St. Magdalena); sowie für Unterrohr (Bestimmungsort Unterrohr, Gemeinde Rohr bei Hartberg) und Wenireith (Bestimmungsort und Gemeinde Hartberg Umgebung).

## Geschichte
Die Gemeinde Buch-Geiseldorf war 1959 durch Zusammenlegung aus den Gemeinden Buch (Oberbuch, Unterbuch) und Geiseldorf entstanden.
1966 wurde das Postamt 8274 Buch installiert.
Im Jahr 1969 wurde der Gemeinde Buch-Geiseldorf die heutige Katastralgemeinde Unterdombach von der Gemeinde Wenireith zugeschlagen, als letztere Teil der Gemeinde Hartberg Umgebung wurde.
Die Süd Autobahn A 2, hier 1983–1989 erbaut, führt zwar direkt durch das ehemalige Gemeindegebiet, hat dort aber keine Anschlussstelle. Die nächstgelegene ist Sebersdorf–Bad Waltersdorf (Exit 126/127; ca. 6 km entfernt). Die Wechsel Straße B 54 Richtung Graz und Wiener Neustadt ist über Nachbarort Hartberg nach etwa fünf Kilometer erreichbar.
Die Thermenbahn verläuft ebenfalls durch die ehemalige Gemeinde. Der Bahnhof Buch-Geiselsdorf in Leiten bei Oberbuch war zeitweise zur Haltestelle Buch zurückgestuft worden. Dann wurde diese wie auch die Haltestelle Geiselsdorf ganz aufgelassen, so dass die nächsten Zustiegsmöglichkeiten in Hartberg und Sebersberg bestanden. Sie boten Regionalzug-Verbindungen im Zweistundentakt nach Wien und Fehring. In den späteren 2000er Jahren wurde die Linie in den Verkehrsverbund Steiermark integriert.
Am 1. Jänner 2013 wurde Buch-Geiseldorf anlässlich der Gemeindestrukturreform 2010–2015 mit Sankt Magdalena am Lemberg zur (steiermarkweit ersten) neu geschaffenen Gemeinde Buch-St. Magdalena vereinigt.

### Bevölkerungsentwicklung und Gebäudestand
| Jahr      | 1951 | 1961 | 1971 | 1981 | 1991 | 2001 | 2006 | 2007 | 2008 | 2009 | 2010 |
| Einwohner | 963  | 1010 | 1070 | 1093 | 1063 | 1010 | 1011 | 1008 | 1006 | 1033 | 1020 |
| Gebäude   | 208  | 223  | 237  | 272  | 299  | 333  | –    | –    | –    | –    | –    |

Vermehrung 1951 zu 1961 hauptsächlich um Unterdombach, dort 1951: 108 EW, 24 Gebäude.

### Gemeinderat
Die letzten Gemeinderatswahlen brachten die folgenden Ergebnisse:
| Partei              | 2010    | 2010    | 2010    | 2005   | 2005   | 2005   | 2000 | 2000 | 2000 | 1995 | 1995 | 1995 | 1990 | 1990 | 1990 |
| Partei              | Stimmen | %       | Mandate | St.    | %      | M.     | St.  | %    | M.   | St.  | %    | M.   | St.  | %    | M.   |
| ------------------- | ------- | ------- | ------- | ------ | ------ | ------ | ---- | ---- | ---- | ---- | ---- | ---- | ---- | ---- | ---- |
| ÖVP                 | 429     | 62,1    | 10      | 497    | 73,2   | 11     | 417  | 61   | 10   | 398  | 56   | 9    | 415  | 57   | 9    |
| SPÖ                 | 191     | 27,6    | 4       | 134    | 19,7   | 3      | 82   | 12   | 1    | 124  | 18   | 2    | 189  | 26   | 4    |
| FPÖ                 | 71      | 10,3    | 1       | 48     | 7,1    | 1      | 97   | 14   | 2    | 94   | 13   | 2    | 124  | 17   | 2    |
| Für unsere Gemeinde |         |         |         |        |        |        | 84   | 12   | 2    | 91   | 13   | 2    |      |      |      |
| Wahlbeteiligung     | 82,17 % | 82,17 % | 82,17 % | 81,7 % | 81,7 % | 81,7 % | 88 % | 88 % | 88 % | 92 % | 92 % | 92 % | 94 % | 94 % | 94 % |

### Bürgermeister
Der letzte Bürgermeister war Anton Heschl (ÖVP).

### Wappen
Blasonierung:
„In einem roten Schild vier kreuzförmig aus gemeinsamem Ursprung wachsende goldene Buchenblätter.“
Die vier – als solche sprechenden – Buchenblätter symbolisierten die vier Gemeindebestandteile Oberbuch, Unterbuch, Geiseldorf und Dombach. Die Farbe des Schildes bezieht sich auf die Gründerin von Geiseldorf, Gisela von Assach. Der Name Gisela „Geisel“ wird im Sinne von Blutzeuge hergeleitet, wofür das Rot steht.
Der Entwurf des Wappens stammt von Gernot Peter Obersteiner, Graz.
Seit 1. April 2001 (Verleihung: 5. März 2001, LGB1. 2001, 6. Stück, Nr. 16) war Buch-Geiseldorf berechtigt, ein eigenes Wappen zu führen. Mit der Gemeindevereinigung wurde es offiziell ungültig. Das neue Gemeindewappen für die Fusionsgemeinde wurde nach Maßgabe der Steiermärkischen Landesregierung so gestaltet, dass „wenn möglich beide Gemeindewappen im neuen Wappen erhalten bleiben“.